# کوه بره‌چار
 کوه بره‌چار یک کوه در البرز مرکزی رشته کوه البرز در استان البرز ایران است. این کوه ۳۳۸۹ متر ارتفاع دارد.